# Rudji
Rudji è un album della cantautrice italiana Grazia Di Michele, pubblicato nel 1995 dalla Sony Music e prodotto da Lucio Fabbri.

## L'album
L'album nasce nel periodo in cui la cantautrice romana conosce in prima persona la maternità; per questa ragione il disco si distingue dalla precedente produzione musicale per un nuovo modo di osservare il mondo e di rapportarsi alla vita. Alcune delle canzoni, spesso dedicate al figlio, narrano storie di bambini e sono caratterizzate da una atmosfera spensierata e gioiosa. Tuttavia non mancano testi più impegnati, permeati da un velo di melanconia e tristezza, che trattano il tema della sofferenza che caratterizza naturalmente la vita.
Il disco vede la partecipazione di Tosca e del polistrumentista Lucio Fabbri.
Nonostante non venga pubblicizzato e promosso a sufficienza dalla casa discografica (fattore che determinerà l'interruzione dei rapporti lavorativi tra la Di Michele e la Sony Music), l'album gode di una favorevole accoglienza presso la critica, che lo considera il migliore prodotto dalla cantautrice, in quanto caratterizzato da nuove atmosfere, spontaneo, piacevole, anche per i ritmi e le melodie.

## Brani
Ad aprire l'album è Rudji, titolo che rimanda al nome di una bambina creola che la cantautrice incontra durante un viaggio alle Seychelles e di cui racconta la storia di solitudine con un'allegra melodia. Rudji ha un fratello che lavora in Italia ed è impaziente di raggiungerlo, incurante di tutto quello che il futuro in un nuovo mondo potrebbe riservarle di negativo.
La seconda traccia è intitolata È che restiamo bambini e parla dell'eterno fanciullo che risiede nel nostro animo e che porta a guardare il mondo sempre con meraviglia e stupore, a vivere con semplicità ed euforia. La canzone si avvale della partecipazione di Tosca ai cori.
La terza traccia è Semplice, che la Di Michele aveva scritto in precedenza per Rossana Casale (che la pubblica nell'album Alba argentina) e che ora la inserisce nel suo album con nuovi arrangiamenti; nel testo la cantautrice parla del rapporto di amicizia che la lega all'amica Rossana e della semplicità dell'affetto di tale rapporto, senza sovrastrutture, senza aver bisogno di essere descritto con troppe parole.
La quarta traccia è Mondo, una canzone che da un lato esprime l'amore e lo stupore verso tutto ciò che circonda l'uomo, dall'altro costituisce una sorta di invocazione alla divinità alla ricerca di risposte alle domande esistenziali che, per natura, l'uomo si pone.
Il sesto brano, Pane e ciliegie, è una ninna nanna che la Di Michele dedica a suo figlio ma che indirizza anche a tutte le madri e i bambini che patiscono le sofferenze della guerra (in questi anni imperversa la guerra nell'ex Iugoslavia). Il brano si avvale della partecipazione ai cori di Tosca, la quale lo inserirà in versione inedita nel disco Fatto per un mondo migliore, 1996, per la raccolta fondi in favore dell'Alto commissariato delle Nazioni Unite per i rifugiati.
È musica, l'ottava traccia, racconta il nuovo rapporto che la cantautrice vive con la musica, considerata non solo come semplice suono o accordo ma come un uniformarsi con il proprio stato d'animo, con la propria felicità, verso cui la Di Michele approda grazie alla nascita del figlio.
La nona canzone, Ama le tue mani, è dedicata da Grazia ad una sua amica che soffre di mancanza di autostima. Il testo invita ad amare se stessi, il proprio corpo e la propria intelligenza, ad avere più fiducia nelle proprie capacità e a non rimettere il proprio destino alle decisioni degli altri.
Il decimo brano, Mandragole, rimanda a Confini, dell'omonimo album, per la tematica affrontata: una condanna all'uomo che non si cura della bellezza che caratterizza la Terra, ma, indifferente ad essa, la distrugge, la mercifica, la usa per meri fini personali. Il testo si chiude con un segno di speranza per un futuro migliore.
La penultima traccia si intitola Cose senza nome, in riferimento a tutte quelle sensazioni e a tutti quei sentimenti che a volte ci affliggono e che ci fanno cadere in uno stato di apatia, di incapacità di dare un senso alla propria esistenza; ed è proprio in questi momenti che si fa attenzione alle vite, alle sofferenze, alle storie drammatiche altrui, delle quali, in condizioni normali, non ci accorgeremmo.
L'album si chiude con Mi stai cercando, in cui la cantautrice rivela un'ansia di fede che la spinge a comunicare con un'entità superiore: i momenti difficili della vita cedono innanzi alla speranza che Dio cerchi l'uomo, lo abbracci, lo protegga.

## Tracce
1. Rudji (3'32")
2. È che restiamo bambini (4'10")
3. Semplice (3'43")
4. Mondo (3'30")
5. Notte d'oriente (3'11")
6. Pane e ciliegie (3'39")
7. Sopra i tetti (3'54")
8. È musica (2'36")
9. Ama le tue mani (3'50")
10. Mandragole (2'46")
11. Cose senza nome (2'33")
12. Mi stai cercando (4'01")